# Mattias Eklundh
Mattias Eklundh, noto anche con lo pseudonimo di IA (Göteborg, 6 ottobre 1969), è un chitarrista e cantante svedese.

## Carriera
Dal 1992 fa parte del gruppo Freak Kitchen.
Nel 1996 ha pubblicato un album solista dal titolo Sensually Primitive con lo pseudonimo Mr Libido. Nel marzo 2013 ha pubblicato un altro album solista, ossia Freak Guitar: The Smorgasbord. Nel corso della sua carriera ha collaborato con numerosi gruppi e artisti tra cui Fate, Soilwork, Evergrey, Ron Thal Band, Audiovision, Art Metal, Jonas Hellborg e con gli italiani Destrage.